# Avon and Gloucestershire Railway
Die Avon and Gloucestershire Railway war eine britische Eisenbahngesellschaft in Gloucestershire.
Die Gesellschaft erhielt am 19. Juni 1828 das Recht zum Bau einer Straßenbahn mit der Spurweite von 1422 mm (4 foot, 8 inch). Die 8,5 Kilometer lange Strecke führte vom Ufer des Avon oberhalb von Keynsham nach Norden zu den Kohlengruben am Rodway Hill in Mangotsfield.
Die Strecke wurde mit finanzieller Unterstützung der Bristol and Gloucestershire Railway gebaut und war im Besitz der Kennet-and-Avon-Canal-Gesellschaft. Ein erster 4 km langer Abschnitt war am 10. Januar 1831 nutzbar, der übrige Teil mit der Verbindung zur Br&GR wurde am 5. Juni in Betrieb genommen. 
Mit der Übernahme des Kanals durch die Great Western Railway am 1. Juli 1851 kam auch die Bahngesellschaft zur GWR.